# Ленка-Мала
Ленка-Мала (пол. Łęka Mała, нім. Klein Lanke) — село в Польщі, у гміні Понець Гостинського повіту Великопольського воєводства.
Населення — 188 осіб (2011).
У 1975-1998 роках село належало до Лешненського воєводства.

## Демографія
Демографічна структура станом на 31 березня 2011 року:
|          | Загалом | Допрацездатний вік | Працездатний вік | Постпрацездатний вік |
| -------- | ------- | ------------------ | ---------------- | -------------------- |
| Чоловіки | 92      | 17                 | 65               | 10                   |
| Жінки    | 96      | 24                 | 48               | 24                   |
| Разом    | 188     | 41                 | 113              | 34                   |